# Casa de Santa Teresa
La Casa de Santa Teresa es un edificio ecléctico del municipio de Villanueva y Geltrú (Garraf) protegido como bien cultural de interés local.

## Descripción
Es un edificio aislado situado junto a la Biblioteca Museo Víctor Balaguer y rodeado por un amplio jardín. Es de planta rectangular y consta de sótano, planta baja, elevada en relación con tierra, un piso y azotea donde sale la caja de escalera. La composición de las fachadas es casi simétrica, con ventanas rectangulares y de arco muy rebajado, ojos de buey y tribunas. Una moldura perimetral separa decorativamente la planta del primer piso. El edificio es coronado con una cornisa y barandilla de balaustres planos y presenta una decoración de franjas horizontales que simulan ladrillos. En una de las fachadas hay un busto de Santa Teresa de Jesús del artista Francisco Pagés Serratosa, erigido en memoria de la madre de Víctor Balaguer, Teresa Cirera.

## Historia
Fue proyectado por el arquitecto municipal Bonaventura Pollés y Vivó y su construcción finalizó en 1889. En un principio el edificio se había construido junto al de la Biblioteca-Museo Víctor Balaguer para hospedar a Víctor Balaguer en sus estancias en Villanueva. Posteriormente, al hacerse insuficiente el espacio de la Biblioteca-Museo, se utilizó como dependencia de esta institución. En 1915 el Estado dispuso que la biblioteca se separara del museo.
Actualmente contiene algunas piezas de interés, fundamentalmente muebles del siglo XIX.